# Een notabel boecxken van cokeryen
Een notabel boecxken van cokeryen is het eerste Nederlandstalige kookboek dat in druk verscheen. Het werd uitgegeven te Brussel rond 1514. De auteur is niet bekend, maar het zou de uitgever Thomas van der Noot kunnen zijn. Het werk is slechts in één exemplaar overgeleverd en wordt bewaard in de Bayerische Staatsbibliothek van München.
Uit de 175 recepten blijkt dat het boek zich richtte tot een publiek van rijken. Het gaat om feestelijke gerechten voor bruiloften en banketten, met tal van soorten gevogelte, vlees en vis. Centraal staat het bereiden van sauzen. Ook zuivelspijzen, pasteien, taarten, koeken en eiergerechten komen aan bod. 61 recepten zijn getrouwe vertalingen uit de Viandier, een Frans kookboek van ca. 1490. Voor het overige zijn er geen duidelijke bronnen. De nogal willekeurige volgorde doet vermoeden dat er een samensteller met divers materiaal aan de slag is gegaan. Enkele connotaties zijn lokaal, zoals de willocxen (wulken of "karakollen") en de stuer van Uccle (imitatie van steurkuit verwijzend naar Ukkel).

## Uitgaven
- Het eerste Nederlandsche gedrukte kookboek (Brussel, Thomas Vander Noot, c. 1510). Facsimile- uitgave naar het eenig bekende exemplaar in de Bayerische Staatsbibliothek, München), 's-Gravenhage, 1925
- Een notabel boecxken van cokeryen. Het eerste gedrukte Nederlandstalige kookboek circa 1514 uitgegeven te Brussel door Thomas van der Noot, eds. Ria Jansen-Sieben en Marleen van der Molen-Willebrands, 1994